# The Elephant Walk
El Elephant Walk era un bar gay del Distrito Castro de San Francisco, que estuvo abierto durante veinte años; desde 1975 hasta 1995. Estaba situado en el cruce de la Calle Castro con la Calle 18.ª y desempeñó un papel en la historia del LGBT de San Francisco. El nombre está inspirado en la película protagonizada por Elizabeth Taylor, La senda de los elefantes.
El local que ocupaba el Elephan Walk se caracteriza por sus grandes ventanales que daban visibilidad a lo que era el "corazón del Mundo Gay". Su propietario Fred Rogers abrió el bar porque quería un lugar con vistas en la que la clientela pudiera ir a sentarse, relajarse y pasar un buen rato entre amigos.
A través de los ventanales, se podía ver las puestas en escena que organizaba la estrella del rock y diva de las discotecas Sylvester con sus coristas. Incluso tras la hora de cierre, el bar era un lugar popular para pasar el rato. Todas las noches a partir del 2 de la mañana, una selección de hombres buscando ligue se apoyaban en las jardineras de los ventanales a lo largo de la calle 18. Esta zona de ligoteo, como muchas otras del Castro, fue conocida como el Meet Racko Meat Rack (escaparate de carne).

## Disturbios por la sentencia de Dan White
El 21 de mayo de 1979, la comunidad gay se amotinó debido a la sentencia benévola a Dan White por los asesinatos del líder LGBT Harvey Milk y del alcalde George Moscone en lo que llegó a ser conocido como los Disturbios por la sentencia a Dan White. Una docena de coches de policía fueron incendiados y el ayuntamiento sufrió desperfectos.
Tras la medianoche, docenas de policías se adentraron en la calle Castro para vengarse por la humillación sufrida en los altercados en torno al Ayuntamiento. Actuando sin autorización, se concentraron en la calle Market y comenzaron a empujar a los transeúntes hacia el cruce de la 18.ª. Muchos de los policías tenían cubiertas sus placas para que nadie pudiera identificarles. Pronto comenzaría una guerra de los vecinos y transeúntes contra la policía. La gentes llegaban de todos sitios para hacerles frente. La reyerta se trasladó a la esquina de la calle Castro con la 18.ª, concretamente en la esquina del Elephant Walk. La clientela del bar, al ver los altercados, se puso de pie y vieron cómo la policía irrumpía en el local, rompiendo puertas, ventanas, botellas, mobiliario e incluso golpeando a la clientela en la cabeza. El Elephant Walk quedó completamente destrozado.
La actuación de la policía esa noche le costó a la ciudad una fortuna en pleitos e investigaciones, donde hasta el FBI metió mano. El Elephant Walk abrió de nuevo rápidamente.
En junio de 1985, el gerente del Elephant Walk Jack McCarty regresaba con su amante, Víctor Amburgy, de unas vacaciones en Grecia. Venían en el vuelo TWA Flight 847, que había sido secuestrado y desviado a Beirut. Los conocimientos que Jack había adquirido como voluntario en el Shanti Project AIDS para pacientes terminales de San Francisco, fueron fundamentales para ayudar a mantener la calma del resto de los rehenes. También les enseñó algunas técnicas de meditación. Cuando regresaron a San Francisco, se les recibió como héroes en la calle Castro, que continuó con una fiesta en el Elephant Walk.

## Venta y cierre del bar
Ese mismo año, Fred Rogers planeaba explorar otras aventuras empresariales y decidió vender el bar. Paul Langley, agente de inmobiliaria y el propietario del edificio, quería apropiarse el local para él, y trató de bloquear el traspaso del negocio. Rogers llevó a Langley a los tribunales, le ganó y le traspasó el bar a Michael Verdone, el propietario del popular B-Street de San Mateo.
La madrugada del 2 de diciembre de 1988, un incendio consumió la planta alta del edificio. El bar sufrió daños por el humo y por el agua utilizada para la extinción del incendio. El edificio estuvo cerrado por varios años durante la reconstrucción. En este momento Langley intentó de nuevo hacerse con el control del local y comenzó otra batalla judicial. Verdone ganó en los tribunales, pero Langley contrarrestó aumentando el alquiler a más de 13.000 dólares al mes.
En el otoño de 1995, cuando el contrato de arrendamiento expiró formalmente, Langley se negó a renegociar un nuevo contrato de arrendamiento a cualquier precio. Verdone se vio obligado a cerrar las puertas de este histórico establecimiento. En su lugar, Langley abrió un bar que él decidió llamar Harvey's en honor al líder LGBT asesinado Harvey Milk.
Las paredes del Harvey's estaban cubiertas originalmente con recuerdos, incluyendo un cartel de la campaña electoral de Milk y uno de los discos de oro de Sylvester, pero gran parte de este material se perdió en un incendio reciente. La única referencia accidental del inicio histórico del Elephant Walk es el logo del elefante que aún queda grabado en alguna de los ventanales.